# Eupithecia longidens
Eupithecia longidens es una especie de polilla de la familia Geometridae. La especie fue descrita por primera vez por George Duryea Hulst habiendo sido descrita en 1896, con distribución en el sur de Estados Unidos. El holotipo de la especie fue descrita en Las Vegas (Nuevo México). Por sus características morfológicas, E. longidens pertenece al grupo de especies norteamericana Eupithecia palpata.

## Distribución
E. longidens se encuentra en los estados de Nuevo México, del centro de Texas hasta Oklahoma en el norte y el centro de Utah. La polilla se localiza en regiones boscosos.

## Descripción
Es una polilla pequeña con una envergadura de unos 19 milímetros (0,7 plg). El rasgo característico de esta especie a nivel de la maculatura de las alas anteriores se encuentra en las dos líneas oscuras y oblicuas que encierran el espacio medio. La línea interna de estas dos llega hasta el punto discal del ala. El espacio medio y el espacio exterior del ala anterior son de coloración bastante pálida, y toda el ala presenta un aspecto grisáceo. Los palpos son más largos que los de otra especie de la región, la Eupithecia palpata, con escamas densas. Las antenas del macho son muy bifasciculadas.